# Вулих, Захар Захарович
Захар Захарович Вулих (8 [20] февраля 1869, Санкт-Петербург — 25 декабря 1941, Котельнич) — российский и советский педагог-математик, профессор, автор учебников по высшей математике.

## Биография
Родился 8 (20) февраля 1869 года в семье выпускника физико-математического факультета Санкт-Петербургского университета, преподавателя педагогических курсов 2-й военной гимназии Захара Борисовича Вулиха.
С 1876 года учился в гимназии при Санкт-Петербургском историко-филологическом институте, где годом ранее начал обучение его старший брат Александр. Гимназию братья окончили одновременно, в 1886 году и оба поступил на математическое отделение физико-математического факультета Петербургского университета. Оба окончили университет в 1890 году (Александр с дипломом 1-й степени).
Был назначен 1 июля 1891 года сверхштатным преподавателем математики во 2-е реальное училище; сверх того, 27 апреля 1892 года — преподавателем математики в Мариинский институт, а 20 августа 1894 года — во 2-ю Санкт-Петербургскую гимназию сверхштатным преподавателем того же предмета, а 26 июля 1895 года зачислен штатным преподавателем; из 2-й Санкт-Петербургской гимназии 11 октября 1899 года он перешёл в Петровское коммерческое училище. 
В 1904 году стал преподавателем кафедры математики и методики математики открытого годом ранее Женского педагогического института. В 1911 году выпустил первую книгу — «Методика арифметики».
В 1912 году, 8 февраля венчался в церкви при Училище правоведения с Ниной Александровной Волковицкой (1890—1970), потомственной дворянкой Гродненской губернии, дочерью действительного статского советника; поручители по женихе — отставной гв. капитан Владимир Антонович Березовский и генерал-майор князь Иван Александрович Накашидзе; поручители по невесте — мичман Игорь Степанович Платонов и  мичман Василий Владимирович Хвощинский; через год в семье родился сын, будущий математик Борис Захарович Вулих.
В 1916 году был произведён в действительные статские советники.
С 1918 года по 1922 год работал в качестве штатного профессора в Первом петроградском педагогическом институте, основанном на базе Женского педагогического института. Затем, до 1929 года — в Ленинградском пединституте, в должности преподавателя математики и руководителя математической секции рабфака. Начиная с 1929 года занимал должность доцента кафедры математики и механики. После реорганизации и структурной перестройки пединститута стал руководителем математической специальности, в 1939 году его должность трансформировалась в должность декана математического факультета.
В период с 1931 по 1933 годы участвовал в создании учебника по Высшей математике: Математический анализ / Проф. С. А. Богомолов, М. Е. Волконский, З. З. Вулих, Б. И. Каждак ; Артил. акад. РККА. — Ленинград : Артил. акад. РККА, 1933 (ЛОЦТ им. К. Ворошилова). — 2 т.
В декабре 1941 года умер при эвакуации через Ладогу на станции Котельнича .